# Antoni Fiumel
Antoni Fiumel (ur. 8 lipca 1895 w Stawropolu, zm. 8 maja 1964 w Londynie) – doktor nauk medycznych, internista, pułkownik lekarz Wojska Polskiego i Polskich Sił Powietrznych.

## Życiorys
Urodził się 8 lipca 1895 w Stawropolu, w rodzinie Dymitra i Jadwigi ze Szpiganowiczów. W 1913 ukończył gimnazjum w Stawropolu. Studiował na Cesarskim Uniwersytecie Charkowskim. Był prezesem Koła Medyków Polaków oraz członkiem zarządu Związku Studentów Polaków w Charkowie. W 1922 ukończył studia na Wydziale Lekarskim Uniwersytetu Jana Kazimierza we Lwowie. Służbę lekarza wojskowego rozpoczął we wrześniu 1918, w 4 Dywizji Strzelców Polskich gen. Lucjana Żeligowskiego.
Po zakończeniu I wojny światowej i odzyskaniu przez Polskę niepodległości został przyjęty do Wojska Polskiego. Wziął udział w wojnie z bolszewikami. 3 maja 1922 roku został zweryfikowany w stopniu porucznika ze starszeństwem z dniem 1 czerwca 1919 roku i 27. lokatą w korpusie oficerów sanitarnych, grupa lekarzy, a jego oddziałem macierzystym była Kompania Zapasowa Sanitarna Nr 2. W latach 1923–1924 pełnił służbę w Filii Szpitala Okręgowego Nr 2 w Lublinie, pozostając oficerem nadetatowym 2 Batalionu Sanitarnego. W 1928 roku pełnił służbę w Szpitalu Okręgowym Nr 2, a następnie praktykował na oddziale wewnętrznym Szpitala Szkolnego Centrum Wyszkolenia Sanitarnego w Warszawie. 18 lutego 1930 roku został mianowany majorem ze starszeństwem z dniem 1 stycznia 1930 roku i 12. lokatą w korpusie oficerów sanitarnych, grupa lekarzy. Od 1932 roku był pracownikiem Centrum Badań Lekarskich Lotnictwa. W 1934 roku został kierownikiem tej instytucji naukowej. 27 czerwca 1935 roku został mianowany podpułkownikiem ze starszeństwem z dniem 1 stycznia 1935 roku i 13. lokatą w korpusie oficerów sanitarnych, grupa lekarzy. W sierpniu 1936 roku, po przeprowadzonej reorganizacji, objął stanowisko dyrektora Instytutu Badań Lekarskich Lotnictwa i sprawował je do wybuchu II wojny światowej.
W czasie kampanii wrześniowej 1939 roku ewakuował się z Warszawy w stronę Lwowa, a następnie udał się przez Zaleszczyki do Rumunii. W listopadzie 1939 przedostał się na Zachód do Francji, a po jej klęsce 22 czerwca 1940 na pokładzie statku pasażerskiego MS Batory odpłynął do Wielkiej Brytanii. Został żołnierzem Polskich Sił Zbrojnych, miał numer służbowy RAF P-1488. Od lipca 1940 sprawował stanowisko szefa sekcji Inspektoratu Polskich Sił Powietrznych w Wielkiej Brytanii. Od lutego do sierpnia 1945 był lekarzem w ramach polskich jednostek lotniczych PSP.
Po zakończeniu wojny pozostał na emigracji w Wielkiej Brytanii. Od 1947 pracował jako lekarz w sanatorium przeznaczonym dla rekonwalescentów w Eastbourne. Później zamieszkał w Londynie i był zatrudniony na stanowisku lekarza rejonowego. Zmarł 8 maja 1964.

## Publikacje
Był encyklopedystą, edytorem czterotomowej, ilustrowanej Nowoczesnej encyklopedii zdrowia wydanej w latach 1937–1939 w Warszawie . Publikował prace w zakresie swoich badań naukowych:
- O stosowaniu insuliny w stanach niecukrzycowych (1930)
- Z kazuistyki powolnego zapalenia wsierdzia (1931)
- Astenia lotnicza (1932)
- Ratownictwo w zatruciach (1932)
- O tak zwanym ciśnieniu średnim (1932)
- Przypadek żółtaczki powstałej na tle zatrucia zawodowego kwasem pikrynowym (1932)
- Badanie układu krążenia u lotników (1934)
- Higiena Lotnicza. Podręcznik zbiorowy do użytku personelu latającego (1937, redaktor)
- Dziesięciolecie służby zdrowia w lotnictwie, 1928–1938 (1938)
- Podręcznik pielęgniarstwa i ratownictwa (1939)

## Ordery i odznaczenia
- Krzyż Walecznych[2]
- Medal Lotniczy (czterokrotnie)[1]
- Złoty Krzyż Zasługi (19 marca 1937)[17]
- Medal Niepodległości (15 kwietnia 1932)[18]
- Medal Pamiątkowy za Wojnę 1918–1921[2]
- Medal Dziesięciolecia Odzyskanej Niepodległości[2]
- Brązowy Medal za Długoletnią Służbę[2]
- Złota Odznaka Honorowa Ligi Obrony Powietrznej i Przeciwgazowej I stopnia[19]
- Odznaka Honorowa Polskiego Czerwonego Krzyża II stopnia (1935)[20][21]
- Odznaka Honorowa Polskiego Czerwonego Krzyża III stopnia (1929)[22][2]
- Order Imperium Brytyjskiego (Wielka Brytania)[13]
- Krzyż Wojskowy (Belgia)[23]
- Krzyż Oficerski Orderu Estońskiego Czerwonego Krzyża (Estonia)[23]
- Krzyż Zasługi Węgierskiego Czerwonego Krzyża (Węgry, 1938)[24]

- Medal Zwycięstwa (Médaille Interalliée)[2]
- bułgarska Odznaka Honorowa Lotnicza[2]